# Atlasspinner
Der Atlasspinner (Attacus atlas) ist ein Schmetterling (Nachtfalter) aus der Familie der Pfauenspinner (Saturniidae). Er gehört zu den größten Schmetterlingen der Welt und wurde nach dem Titan Atlas aus der griechischen Mythologie benannt.

## Merkmale

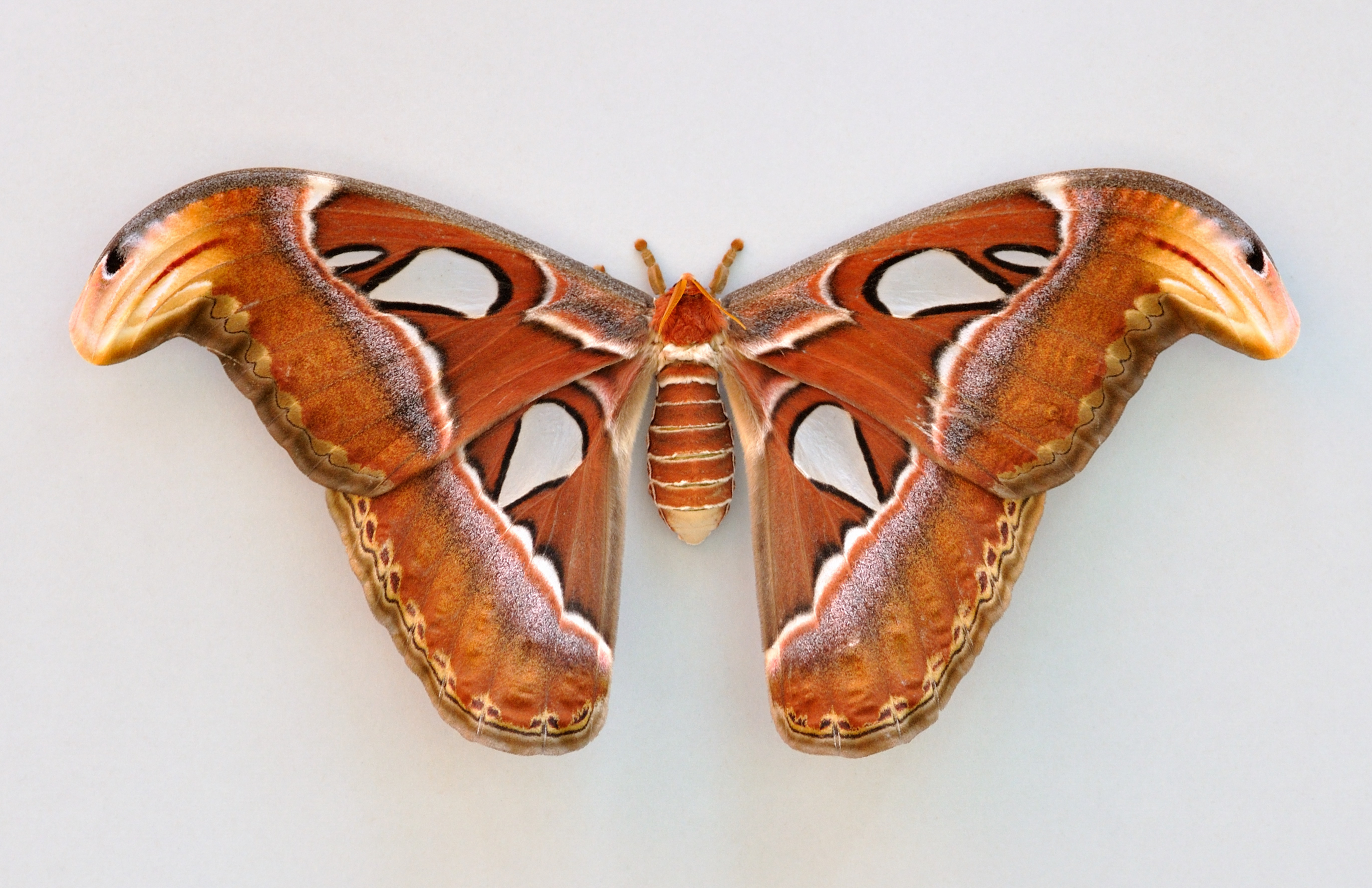
Nahaufnahme eines Weibchens

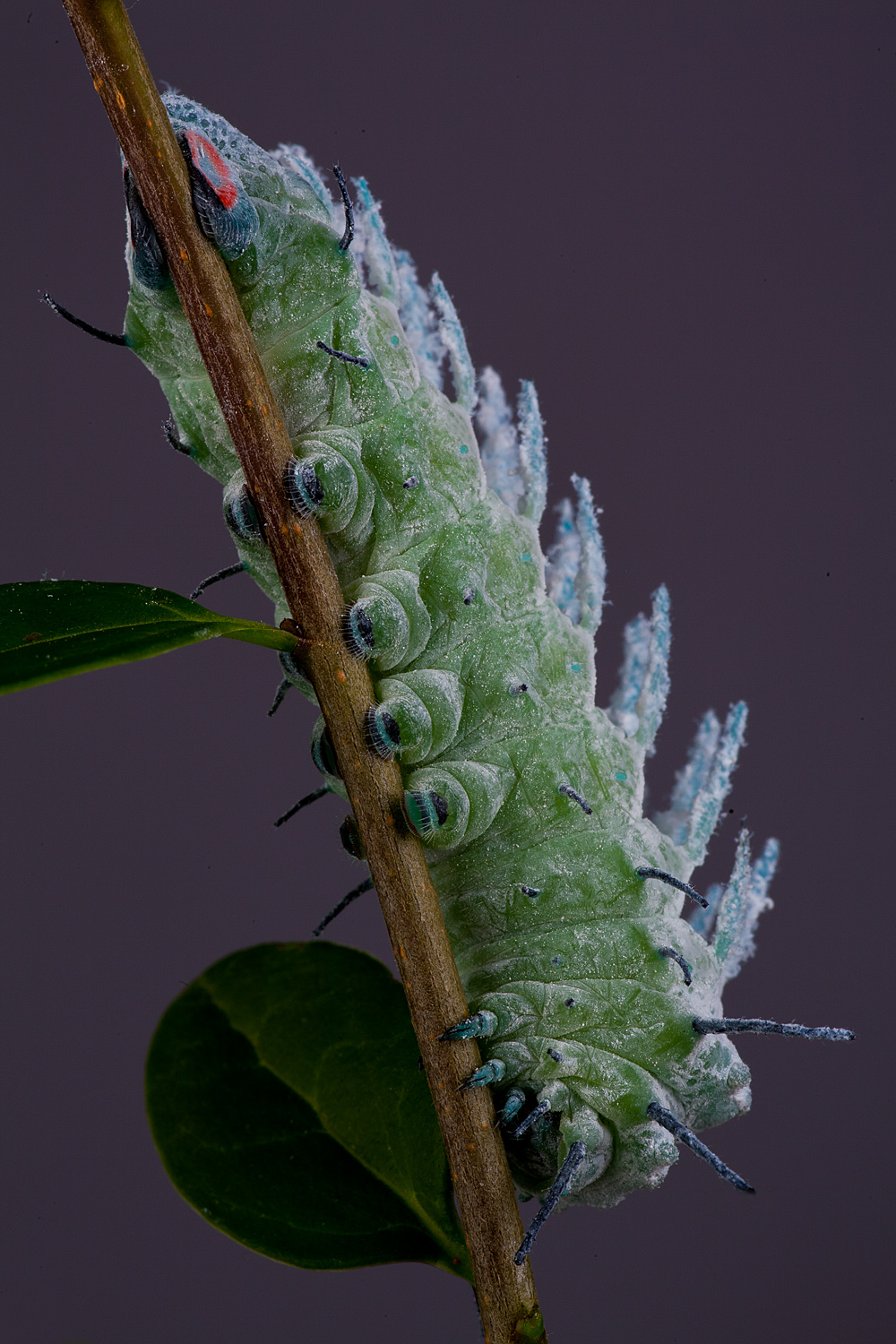
Nach der 4. Häutung

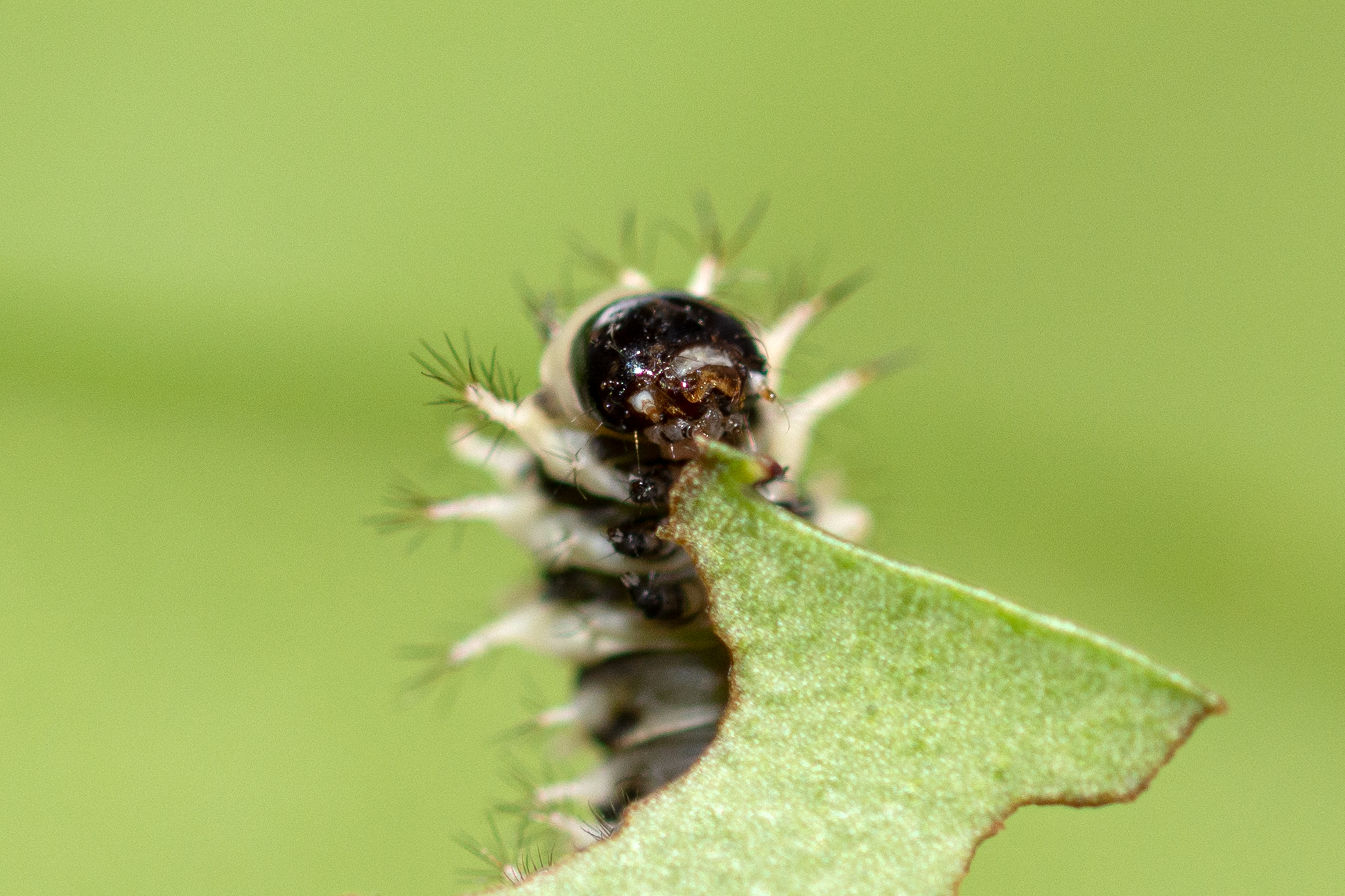
Caput von Attacus atlas; Larvalstadium vor der ersten Häutung.

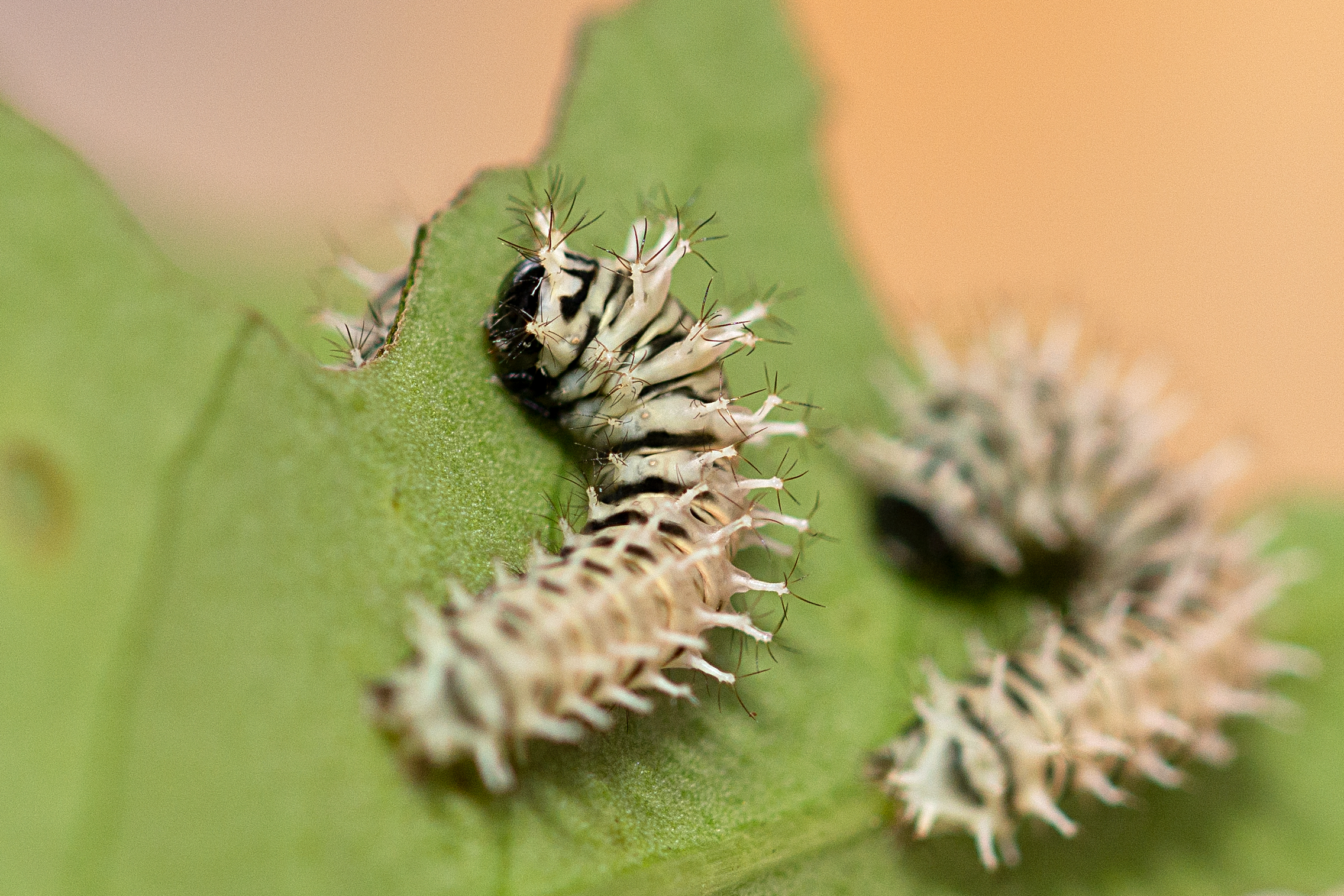
Larvalstadium von Attacus atlas vor der ersten Häutung auf Lorbeerkirsche.

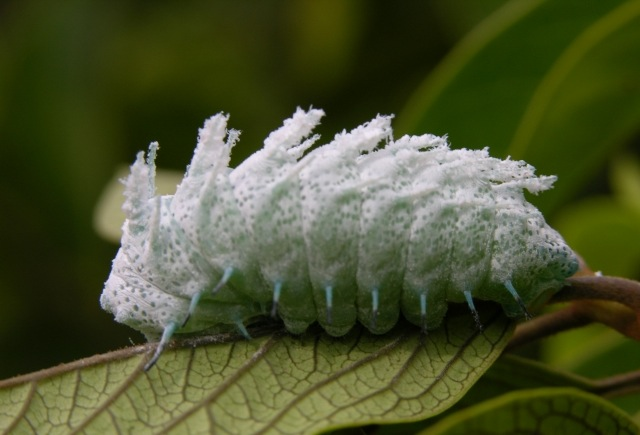
Junge Raupe

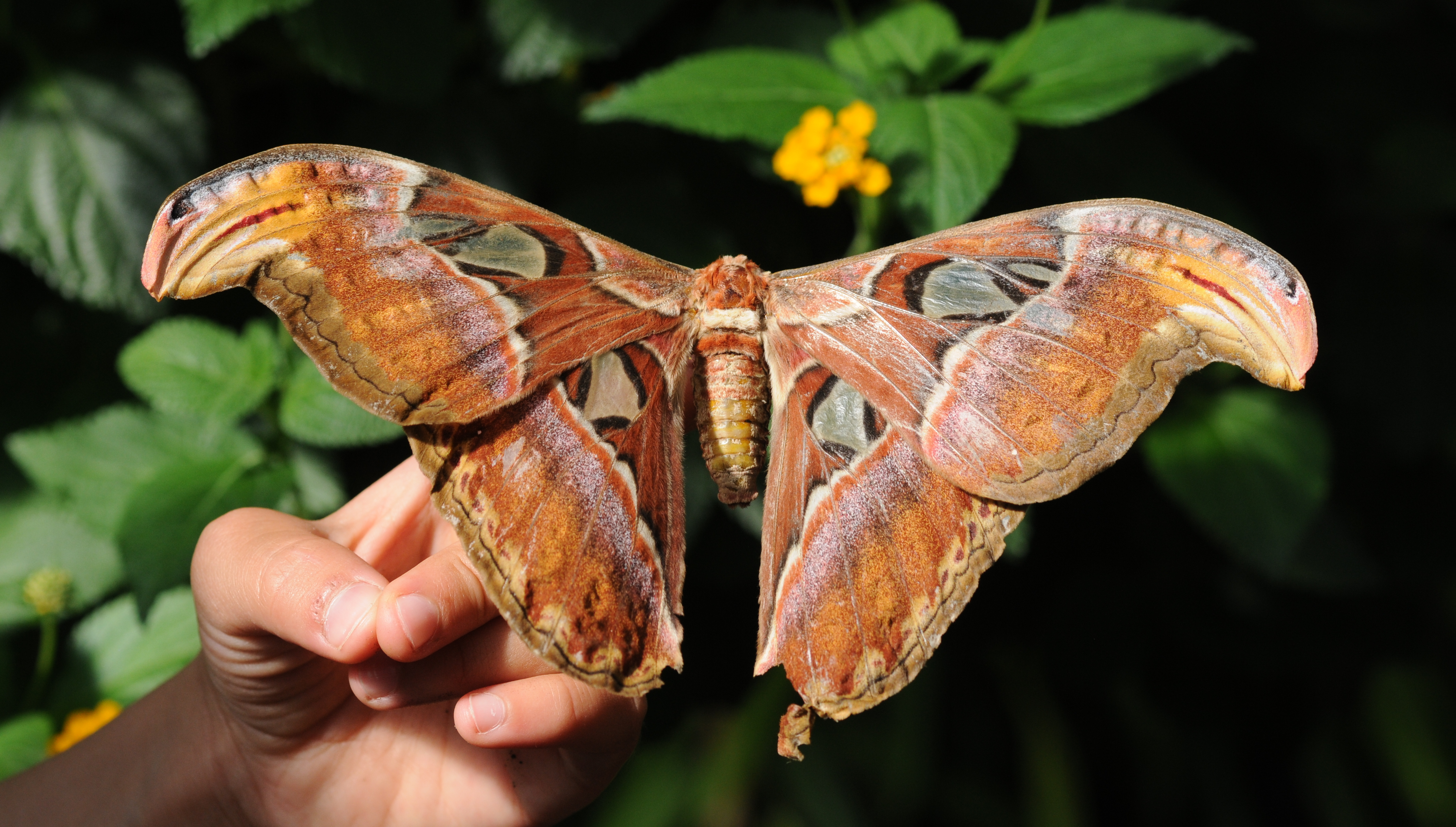
Falter im Größenvergleich

Die Falter gehören mit einer Flügelspannweite von 25 bis 30 Zentimetern zu den größten bekannten Schmetterlingen und haben mit 400 cm² die größte Flügeloberfläche dieser Tiergruppe. Weibchen werden größer als Männchen. Der Körper der Tiere ist im Verhältnis zu den Flügellängen klein. Vorder- und Hinterflügel haben ähnliche Zeichnung. Die Grundfarbe ist gelbbraun bis rotbraun. Im braunen Mittelfeld aller vier Flügel liegt ein charakteristischer, unbeschuppter und dadurch hyalin durchscheinender, schwarz gerandeter dreieckiger Fleck. Costalwärts dieses Flecks kann ein weiterer kleinerer Glasfleck auftreten, der mit der äußeren Querlinie verbunden sein kann. Das Mittelfeld wird proximal und basal begrenzt von schwarzen, weißen, rosa und grauvioletten Querlinien. Die Flügel sind sehr breit, die gelblichen Vorderflügelspitzen weit ausladend stumpf sichelförmig. Manche Experten nehmen an, dass die gekrümmten Flügelspitzen Schlangenköpfe im Profil imitieren und dadurch Feinde abschrecken könnten. Die Flügelunterseiten sind etwa wie die Oberseiten gefärbt, aber blasser. Die Männchen tragen kurze, lang gefiederte Fühler, die der Weibchen sind kürzer gefiedert. Die Mundwerkzeuge der Falter sind verkümmert.
Die Raupen erreichen eine Länge von bis zu 11,5 Zentimetern. Sie sind blaugrün gefärbt und tragen am Rücken lange, fleischige Fortsätze, die weiß gepudert sind. Ihre Bauchbeine sind dick und kugelig. Der Hinterleib der Tiere ist merkwürdig geformt und hat auf den Seiten zwei große, hellgrüne Flecken mit orangem Rand.

## Vorkommen
Die Tiere kommen in Südostasien, im Süden Chinas, in Indien und auf den japanischen Yaeyama-Inseln (Ishigaki, Iriomote, Yonaguni) vor. Sie leben in tropischen und subtropischen Wäldern.

## Lebensweise
Da die Falter keine Nahrung zu sich nehmen können, haben sie im Imaginalstadium nur eine geringe Lebenserwartung von etwa zwei Wochen.

### Nahrung der Raupen
Die Raupen ernähren sich von einer Vielzahl verschiedener Pflanzen, wie z. B. von Muntingia calabura, Guanabana (Annona muricata), Ceylon-Zimtbaum (Cinnamomum verum), Rambutan (Nephelium lappaceum), Guave (Psidium guajava) und Zitrusfrüchten. Zur besseren Zucht wurde Terminalia catappa als Wirtspflanze getestet.

## Paarung und Entwicklung
Die Weibchen senden Pheromone aus, um Männchen zur Paarung anzulocken. Sie fliegen nach dem Schlupf nicht weit und setzen sich gleich in der Nähe an einer geeigneten, günstig im Wind stehenden Position ab. Die Männchen können sie mit ihren großen Fühlern über große Distanzen orten. Nach der Paarung legt das Weibchen seine etwa 2,5 Millimeter großen Eier auf der Unterseite der Raupenfutterpflanzen ab. Nach etwa zwei Wochen schlüpfen die Raupen. Sind diese voll entwickelt, benötigen sie ca. vier Wochen Puppenruhe, bevor die neue Generation der Falter schlüpft. Die Verpuppung findet in einem pergamentartigen Kokon statt.

## Wirtschaftliche Nutzung
Aus den Kokons der Atlasspinner wird die Fagaraseide hergestellt. Sie ist hellbraun, und deutlich robuster als gewöhnliche Seide. Der Kokon der Tiere besteht aber nicht aus einem einzigen, sondern aus vielen kurzen Fäden. Die Fagaraseide hat nur wenig wirtschaftliche Bedeutung.

## Belege